# Glasbewerkingsbedrijf Brabant
Glasbewerkingsbedrijf Brabant (GBB) is een Nederlandse onderneming in Tilburg, gespecialiseerd in het maken van gebrandschilderd glas en glas-in-loodramen.

## Geschiedenis
Glasbewerkingsbedrijf Brabant werd in 1951 opgericht als vennootschap onder firma door E.J.M. Bogaers en Ch.J.M. van den Boom. Twee jaar later werd het bedrijf voortgezet door J.A.J. van Herpen. Het werd het belangrijkste glasatelier in Brabant. In 1968 werd het bedrijf omgezet in een naamloze vennootschap, in 1972 een besloten vennootschap. In 1986 werd het bedrijf overgenomen door Frank Coolen.
Het atelier maakt onder meer glas-in-lood- of glas-in-betonramen, gebrandschilderd glas en glasappliqués, en werkt daarin samen met kunstenaars als Hugo Brouwer, Piet Clijsen, Jan Dijker, Jacques Frenken, Marius de Leeuw, Theo Mols, Marc Mulders, Toon Ninaber van Eyben, Michel van Overbeeke, Jan Schoenaker, Lambert Simon, René Smeets, Albert Troost, Joost Swarte, Toon Verhoef en Jan Willemen. GBB verzorgt de uitvoering of de kunstenaar heeft er tijdelijk zijn werkplaats. 
Het bedrijf is ook betrokken bij de restauratie van ramen, zoals voor de Sint-Janskathedraal in 's-Hertogenbosch, de Grote of Onze-Lieve-Vrouwekerk in Dordrecht en de Basiliek van de Heilige Nicolaas in Amsterdam. Naast ramen worden bij het GBB glazen grafmonumenten gemaakt.

## Werken (selectie)
- twintig ramen (1951) van Huib de Corti voor de Sint-Lambertuskerk in Maren-Kessel
- Bevrijdingsraam Amsterdam (1995) van Toon Verhoef, geplaatst in de Nieuwe Kerk in Amsterdam
- ramen (2003) van Marc Mulders voor de grafkapel van de familie Van Abbe in Eindhoven
- Een tuin van glas (2005) van Marc Mulders in de Nieuwe Kerk in Amsterdam
- Koningin Beatrixraam (2005) van Huub Kurvers in de Grote Kerk van Apeldoorn
- Apocalyps (2006) van Marc Mulders in Museum Catharijneconvent in Utrecht
- Vrede en verdraagzaamheid (2008) van Michel van Overbeeke voor de Grote of Sint-Bavokerk in Haarlem
- Erasmusraam (2016) van Marc Mulders voor de Sint-Janskerk in Gouda

## Afbeeldingen

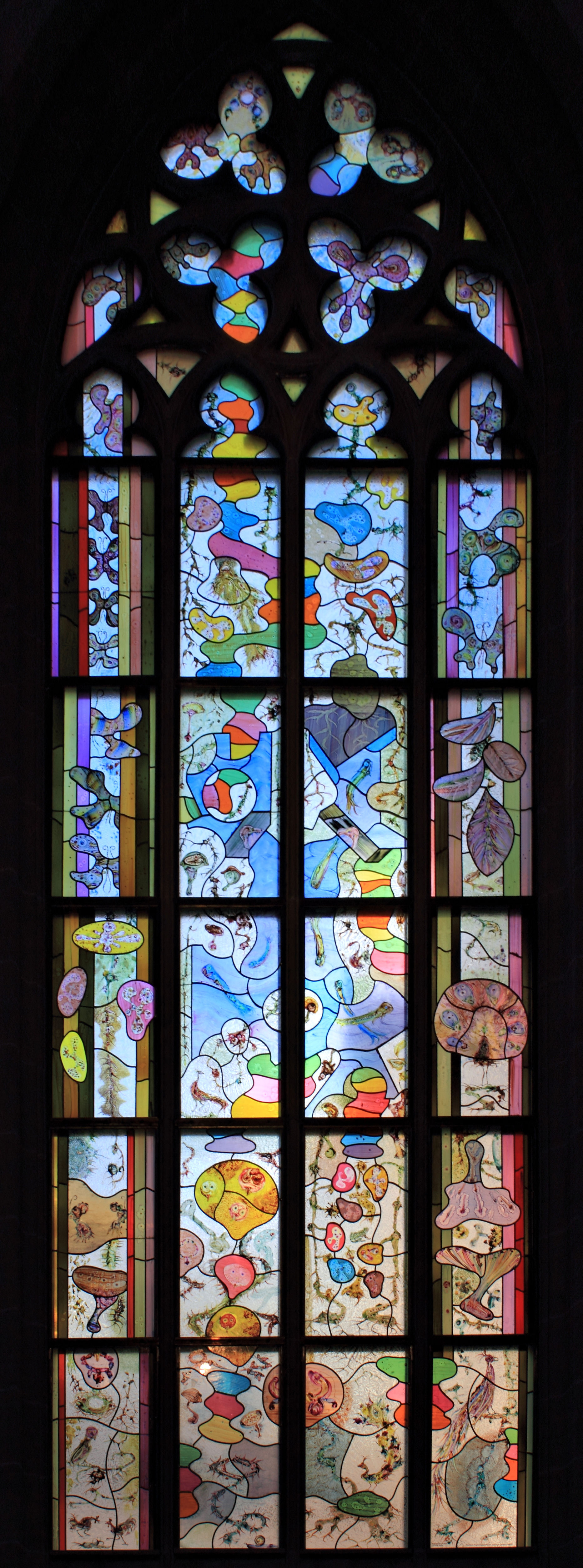
Een tuin van glas (2005), Marc Mulders
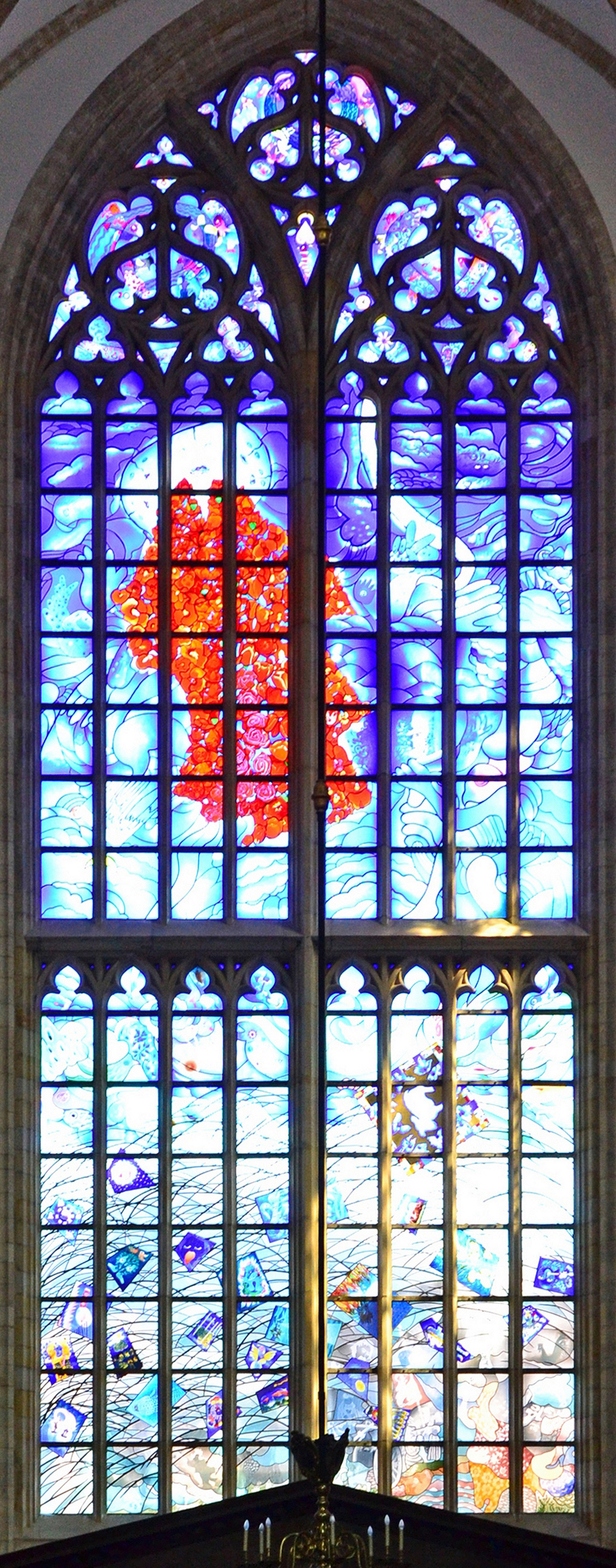
Vrede en verdraagzaamheid (2008), Michel van Overbeeke